# Anton Buttiġieġ
Anton Buttiġieġ (1912. február 19. Qala – 1983. május 5.) máltai ügyvéd, politikus, újságíró és költő, 1976 és 1981 között Málta második köztársasági elnöke volt.

## Életpályája
A gozoi Qala községben született 1912-ben Salvatore Buttiġieġ és Concetta Falzon gyermekeként. A gozói szemináriumban, majd a St. Aloysius College-ben tanult, majd a Máltai Egyetemen szerzett bölcsész diplomát (1934) és jogi doktori fokozatot (1940). 1942 és 1944 között a rendőrségnél szolgált, mint felügyelő, majd ügyvédként kezdett dolgozni. Ebben az évben feleségül vette Carmen Bezzinát, akitől három gyermeke született, John, Rose és Emanuel. 1946 és 1948 között a Times of Malta jogi tudósítója és újságírója volt. 1952-ben belépett az Alkotmányos Pártba. Felesége halála után 1953-ban újra nősült, második felesége Connie Scicluna lett. Néhány év múlva azonban ő is meghalt. Politikai karrierje az 1955-ös választások idején indult, amikor a Máltai Munkáspárt jelöltje lett. Parlamenti helyét egészen 1976-os lemondásáig megőrizte. 1959-től két évig a Máltai Munkáspárt elnöke, majd alelnöke volt. 1959 és 1970 között a Voice of Malta szerkesztője volt. 1971-től öt évig miniszterelnök-helyettes és külügyminiszter volt. 1975-ben elvette Margery Pattersont. 1976-ban lemondott hivatalairól, és decemberben Málta második köztársasági elnökévé választották. Egy cikluson keresztül töltötte be hivatalát. Két évvel nyugalomba vonulása után, 1983-ban halt meg.

## Irodalmi tevékenysége

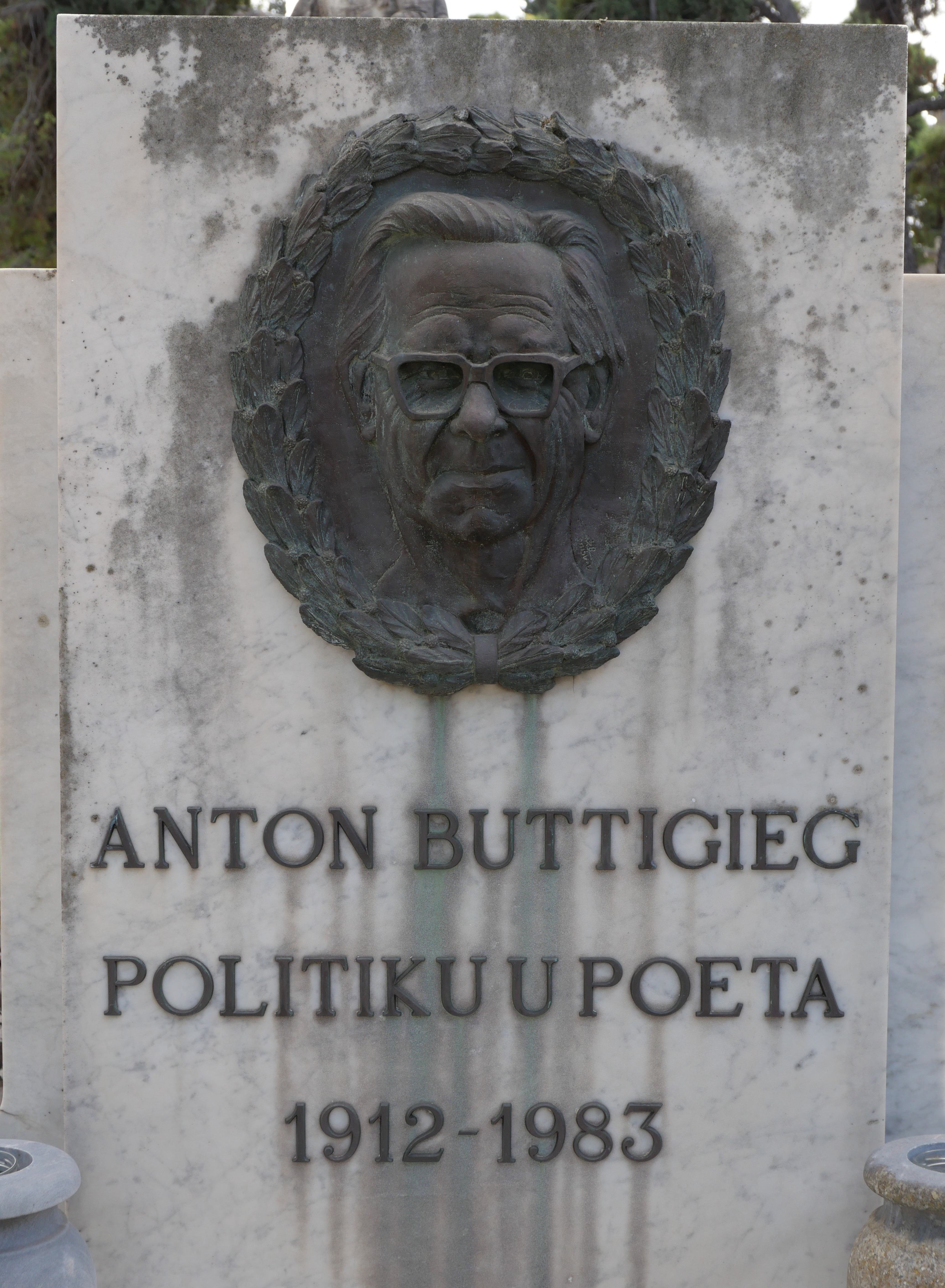
POLITIKU U POETA - Buttigieg sírja az Addolorata temetőben.

Már tanulmányai idején a máltai nyelv és az irodalom felé fordult. Alapító tagja volt a Máltai Nyelvért Társaságnak (Society for Maltese Language), 1938-tól a Máltai Nyelv Akadémiájának (Academy for Maltese Language) tagja. Főként verseket írt, amelyekkel számos díjat nyert. Mély illetve humoros versei mellett több haiku- és tanka-kötete is megjelent.

### Művei
- Mill-gallerija ta’ żgħożiti (Ifjúságom erkélyéről, 1949)
- Fanali bil-lejl (Lámpások az éjben, 1949)
- Fl-arena (Az arénában, 1970)
- Ballati Maltin (Máltai balladák, 1973)
- Il mare di Malta (Málta tengere; olasz gyűjtemény, 1974)
- Il-għanja tas-sittin (A hatvan évet betöltött dala, 1975)
- The lamplighter (A lámpagyújtó; angol gyűjtemény, később szlovénul és németül is megjelent, 1977)
- Qabs el Mosbah (arab gyűjtemény, 1978)
- Poeżiji migbura - L-ewwel volum (Az első két könyv egyetlen kötetben, 1978)

Humoros versek:
- Ejjew nidħku ftit (Nevessünk egy kicsit, 1963)
- Ejjew nidħku ftit ieħor (Nevessünk még egy kicsit, 1966)

Haikuk és tankák:
- Il-muża bil-kimono (A Múzsa kimonóban; angolul és japánul is megjelent, 1968)

## Kitüntetései
- A máltai kormányzat irodalmi díjának első helye (First Prize for Poetry, 1971)
- Ġuże' Muscat Azzopardi irodalmi díj (1972)
- A Reggio Calabria-i Circolo Culturale Rhegium Julii ezüst plakettje (1975)
- International Prize of Mediterranean Culture for Poetry (A palermói Centro di Cultura Mediterranea díja, 1976)
- Brindisi városának Kulturális, művészeti és irodalmi központjának első- és különdíja (First Prize and Special Diploma for Poetry, 1979)
- A Malta Literary Award első helye Toni tal-Baħri (Toni, a tengerész fia) című önéletrajzi könyvéért (1979)